# 帕特里夏·赖特森
帕特里夏·赖特森，OBE（1921年6月19日—2010年3月15日）是澳大利亚儿童文学作家。她的27本书籍被翻译成16种语言，在世界范围内出版。
她是1986年国际安徒生作家奖得主。

## 生平
1921年6月19日出生于澳大利亚新南威尔士州利斯莫尔。在国立通信学校和昆士兰州斯坦索普的圣凯瑟琳学院接受教育。
第二次世界大战期间，她在悉尼的一家弹药厂工作。1943年结婚后在社区从事医务工作。从1964年起，她开始从事编辑工作。1970年至1975年，担任少年杂志编辑。1955年发表处女作，儿童小说《扭曲的蛇》，获得当年的澳大利亚儿童读物奖。接着她写了十多部小说和童话，多次获奖。
1973年出版的《纳冈和星星》是她的知名作品之一。这是首批基于澳大利亚原住民传说的奇幻作品。作为一个非土著人，她在书中借用的原住民神话传说受到了其他作家的质疑。
2010年3月15日在新南威尔士的一家医院去世。

## 主要奖项
- 1986年度由国际儿童图书评议会颁发的国际安徒生作家奖[6]
- 1977年：大英帝国勋章官佐勋位[7]